# 王一梅

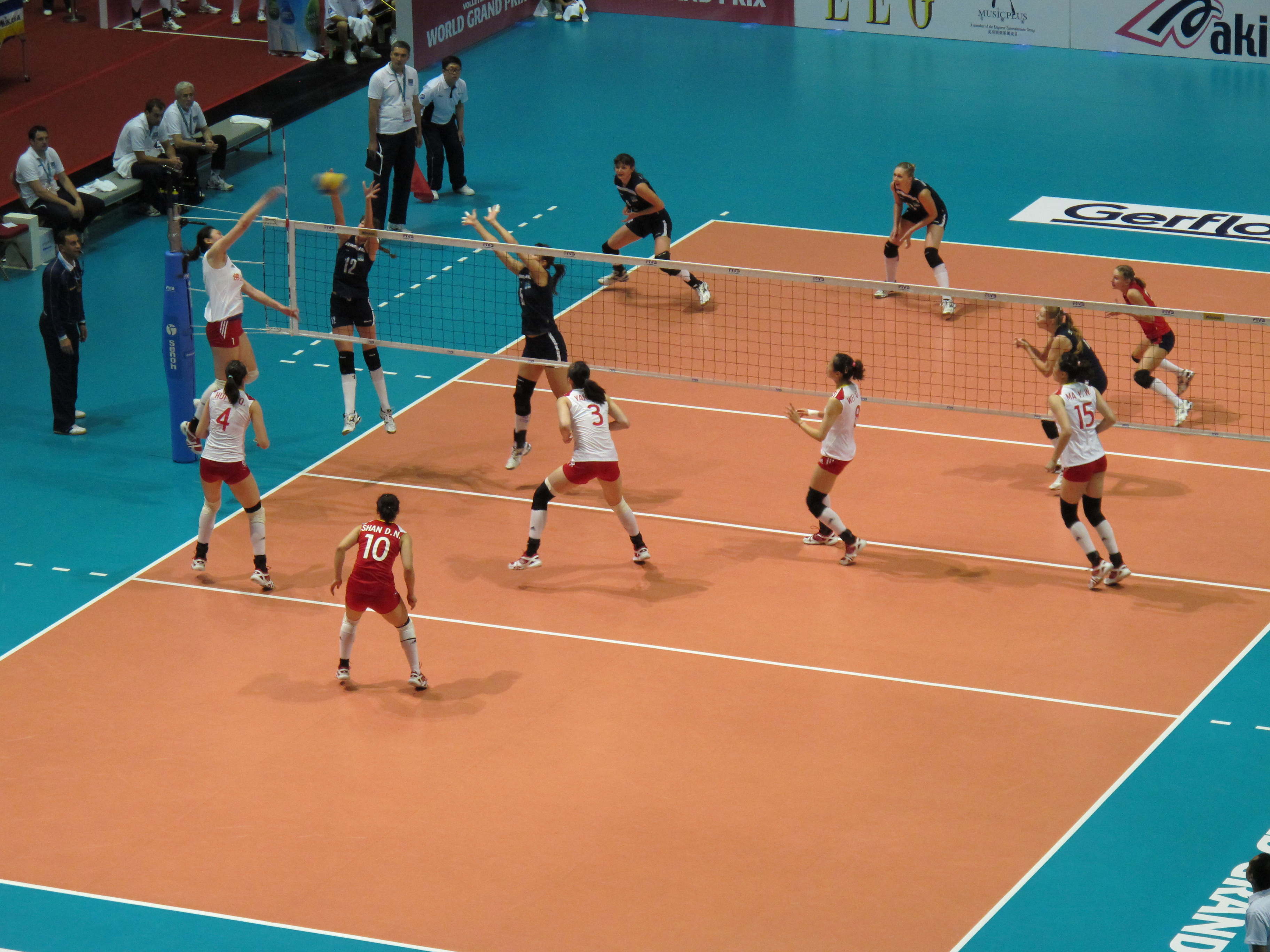
2011FIVB世界女排大獎賽香港站中國對哈薩克斯坦的比賽，王一梅於4號位扣球

王一梅（1988年1月11日—），遼寧大連人，前中國女子排球運動員，曾經是國家隊隊員，身高1米9，司職主攻位置。暱稱「大梅」，亦有「重炮手」及「郎平第二」的外號，是中國女排在2008年及倫敦奧運週期（2009-2012年間）的主要得分手。現時已退役。

## 簡歷
王一梅從小就在海邊長大的她有著出眾的身體素質。1998年10月，她被遼寧省體校游泳隊選中；在一次偶然的機會，她接觸到排球，三個月後，便正式從游泳隊轉到了省體校，一練就是4年。那段日子裡，王一梅得到了前國家女排隊長、遼寧省體校知名教練齊麗霞的「真傳」，同樣是打主攻出身的齊麗霞對王一梅要求非常嚴格。可以說正是憑藉著紮實的體能和刻苦的訓練，王一梅雖然只有5年專業排球訓練，還是被陳忠和選入了國家隊，而且這幾年陳忠和對「大梅」更是格外「器重」。
王一梅在2005年正式入选国家队，经过两年的磨练已经逐渐占据了中国女排主力主攻的位置。是2008年至2012年中國女排的絕對主力得分球員，參加過2008年及2012年的奧運會，至2013年開始淡出國家隊。王一梅雖然現時不活躍於國家隊，但仍然活躍於各大聯賽中，曾經到土耳其及印尼打職業聯賽，之後重回中國聯賽。

## 運動經歷
- 1996年 王一梅開始練習游泳。
- 2000年 改練排球並入選遼寧省女排少年隊。
- 2002年 她入選遼寧省青年排球隊，並進入國家青年隊。
- 2003年 入選遼寧女排一隊，教練文宏偉。
- 2004年 首次入選國家隊。

## 個人技術特點
扣球兇狠，力量大，強攻令世界各隊頭疼。攔網好，判斷出色。發球時速快，時常破掉對方一傳，06年世錦賽發球排名第二。但是一传和防守偏弱。

## 主要成績
- 2003年 世界青年排球錦標賽亞軍
- 2005年 世界女排大奖赛总决赛季军
- 2005年 亞洲女子排球錦標賽冠軍
- 2005年 大冠军杯排球赛季军
- 2006年 多哈亞運會女排冠軍
- 2008年 北京奧運會女排銅牌
- 2010年 广州亚运会女排冠军
- 2011年 亞洲女子排球錦標賽冠軍
- 2011年 世界杯排球赛季军
- 2013年 世界女排大奖赛总决赛亞軍

## 三大賽奪牌歷程
- 2008年 北京奧運會 （ 中華人民共和國）

| 場次                | 日期    | 對手     | 局分  | 得分                              |
| ------------------- | ------- | -------- | ----- | --------------------------------- |
| 女子排球 A組 分組賽 | 8月9日  | 委內瑞拉 | 勝3-0 | 25-13, 25-13, 25-13               |
| 女子排球 A組 分組賽 | 8月11日 | 波蘭     | 勝3-1 | 22-25, 25-15, 25-20, 25-22        |
| 女子排球 A組 分組賽 | 8月13日 | 古巴     | 负2-3 | 25-18, 25-14, 23-25, 30-32, 13-15 |
| 女子排球 A組 分組賽 | 8月15日 | 美國     | 负2-3 | 25-23, 22-25, 25-23, 20-25, 11-15 |
| 女子排球 A組 分組賽 | 8月17日 | 日本     | 勝3-0 | 26-24, 25-16, 25-14               |
|                     | 8月19日 | 俄羅斯   | 勝3-0 | 25-22, 27-25, 25-19               |
| 半决赛              | 8月21日 | 巴西     | 負0-3 | 25-27, 22-25, 14-25               |
| 銅牌賽              | 8月23日 | 古巴     | 胜3-1 | 25-16, 21-25, 25-13, 25-21        |

- 2011年 第11屆世界盃 ( 日本)

| 場次 | 日期     | 地點 | 對手       | 局分  | 得分                              | 最佳球員 |
| ---- | -------- | ---- | ---------- | ----- | --------------------------------- | -------- |
| 1.   | 11月4日  | 廣島 | 阿爾及利亞 | 勝3-0 | 25-13, 25-14, 25-19               | 王一梅   |
| 2.   | 11月5日  | 廣島 | 義大利     | 負2-3 | 20-25, 25-22, 25-21, 21-25, 12-15 | 博塞蒂   |
| 3.   | 11月6日  | 廣島 | 日本       | 勝3-2 | 20-25, 25-19, 20-25, 25-23, 15-13 | 惠若琪   |
| 4.   | 11月8日  | 廣島 | 多米尼加   | 勝3-1 | 23-25, 25-13, 25-19, 25-18        | 魏秋月   |
| 5.   | 11月9日  | 廣島 | 阿根廷     | 勝3-0 | 25-10, 25-18, 25-23               | 馬蘊雯   |
| 6.   | 11月11日 | 札幌 | 巴西       | 負2-3 | 23-25, 27-25, 25-21, 20-25, 15-17 | 法比亞娜 |
| 7.   | 11月12日 | 札幌 | 塞爾維亞   | 勝3-1 | 21-25, 25-19, 25-23, 25-23        | 楊珺菁   |
| 8.   | 11月13日 | 札幌 | 南韓       | 勝3-0 | 25-12, 25-8, 25-16                | 張磊     |
| 9.   | 11月16日 | 東京 | 美國       | 負2-3 | 21-25, 29-31, 25-18, 25-19, 10-15 | 戴維斯   |
| 10.  | 11月17日 | 東京 | 肯尼亞     | 勝3-0 | 25-7, 25-15, 25-10                | 魏秋月   |
| 11.  | 11月18日 | 東京 | 德國       | 勝3-0 | 25-18, 25-18, 25-21               | 張嫻     |